# Торонталски ћилим
Торонталски ћилим је назив за стил израде ћилима на простору некадашње Торонталске жупаније крајем 19. и почетком 20. века.
Према тумачењу „Művészeti Lexikon” (Лексикона уметности) „торонталски ћилим је простирка начињена од вуненог материјала техником клечања, с геометријском орнаментиком и у живим бојама”. То је заправо збирни назив за ћилимарство торонталских Срба, Румуна и Бугара. 
Најпознатији међу торонталским ћилимима су били српски ћилими. Израђивани су у Меленцима, Куманима, Елемиру, Беодри, Тарашу, Великој Кикинди и Великом Бечкереку.
Европа је упознала торонталско ткање на светској изложби у Паризу 1867. године. Тамо је доживело успех, па су после ове изложбе све значајније међународне изложбе рачунале на прозводе торонталских ткаља. После Париза, торонталско ткање приказано је на изложби у Бечу 1873. године. Од банатских учесника на изложби у Бечу, медаљом је за своје радове награђена Јулијана Лаковић из Кикинде.

## Утицај Антала Штрајтмана
Антал Штрајтман (1850—1918) био је сликар и дизајнер, који је 1879. године добио посао професора цртања у гимназији у Великом Бечкереку. Био је организатор изложби примењених уметности. Захваљујући његовом залагању, у Великом Бечкереку је 1880. године отворена занатска школа. Зачетник је Женске занатске школе која је отворена 1909. године.

## Ткачка школа у Великом Бечкереку
Ткачка школа у Великом Бечкереку почела је са радом 1884. године,са циљем да торонталско народно ткање развије у уметничко ткање. Надзорник школа био је Антал Штрајтман. Увела је новине у изради: употребу пастелних боја и широких разбоја. Производи ткачке школе, фино и грубо платно, пешкири, српски ћилими продавани су у Великом Бечкереку. У почетку су течајеви ткања трајали два, а касније три месеца. Ткачка школа је са успехом учествовала на многобројним изложбама. Развој ткачке школе довео је до оснивања фабрике тепиха у Великом Бечкереку 1894. године. 

## Галерија
- Кумане, почетак 20. века
- Кумане, крај 19. века
- Опово, око 1920. године
- Околина Зрењанина, почетак 20. века
- Ечка, 1870. година
- Орловат, друга половина 19. века
- Ботош, крај 19. века
- Ечка, прва половина 19. века
- Околина Зрењанина, друга половина 19. века
- Кумане, 1895. година